# 당정초등학교
당정초등학교(堂井初等學校)는 대한민국 경기도 군포시에 있는 공립 초등학교이다.

## 학교 연혁
- 2003년 1월 7일 당정초등학교 설립 인가
- 2003년 4월 21일 개교. 전관 준공. 초대 김정호 교장 취임
- 2003년 8월 23일 후관 준공
- 2004년 2월 13일 제1회 졸업식(35명)
- 2004년 3월 1일 13학급 편성
- 2004년 3월 1일 경기도교육청 지정 교실수업개선 시범교육청 중심학교 지정
- 2004년 5월 21일 16학급 편성
- 2005년 2월 18일 제2회 졸업식(90명)
- 2005년 3월 1일 23학급 편성(특수학급 1 포함)
- 2005년 11월 9일 경기도교육청 지정 교실수업개선 시범교육청 중심학교 운영보고
- 2006년 2월 18일 제3회 졸업식(99명)
- 2006년 3월 1일 26학급 편성(특수학급 1 포함)
- 2006년 9월 1일 제2대 기노홍 교장 취임.
- 2007년 2월 15일 제4회 졸업식(137명)
- 2007년 3월 1일 27학급 편성(특수학급 1 포함)
- 2008년 2월 19일 제5회 졸업식(158명)
- 2008년 3월 2일 29학급 편성(특수학급 1 포함)
- 2008년 3월 5일 병설유치원 개원
- 2009년 2월 19일 제6회 졸업식(158명)
- 2009년 3월 1일 35학급 편성(특수학급 1 포함)
- 2009년 7월 17일 한울체육관 개관
- 2010년 1월 15일 경인교육대학교 실습학교 지정(2010~2014)
- 2010년 2월 11일 제7회 졸업식(190명)
- 2010년 3월 1일 37학급 편성(특수학급 1 포함)
- 2010년 3월 1일 제3대 오숙자 교장 부임
- 2011년 2월 18일 제8회 졸업식(198명)
- 2011년 3월 1일 36학급 편성(특수학급 1 포함)
- 2012년 2월 14일 제9회 졸업식(208명)
- 2012년 3월 1일 34학급 편성(특수학급 1 포함)
- 2012년 9월 1일 제4대 장인영 교장 부임
- 2013년 2월 14일 제10회 졸업식(215명)
- 2013년 3월 1일 33학급 편성(특수학급 1 포함)
- 2014년 2월 14일 제11회 졸업식(159명)
- 2014년 3월 1일 35학급 편성(특수학급 1 포함)
- 2015년 2월 13일 제12회 졸업(157명)
- 2015년 3월 2일 35학급 편성(특수학급 1 포함)
- 2016년 2월 13일 제13회 졸업(153명)
- 2016년 3월 2일 31학급 편성(특수학급 1 포함)
- 2016년 4월 14일 건물 외벽 도색 완료
- 2016년 8월 16일 실내 도색작업
- 2017년 2월 10일 제14회 졸업(152명)
- 2017년 3월 1일 유치원 2학급 편성
- 2017년 3월 1일 30학급 편성(특수학급 1 포함)
- 2017년 3월 1일 백광현 교장 부임

## 사진

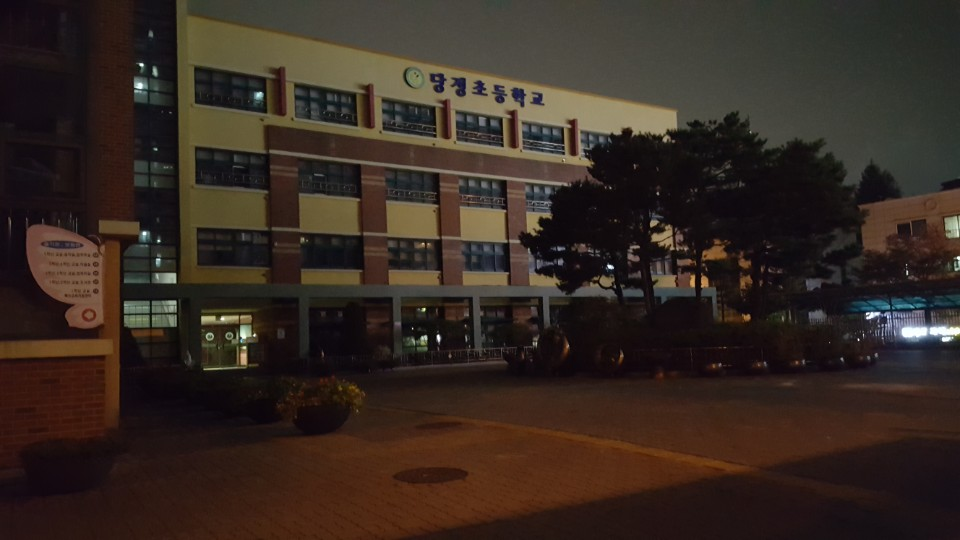
정문에서 바라본 당정초등학교 전경
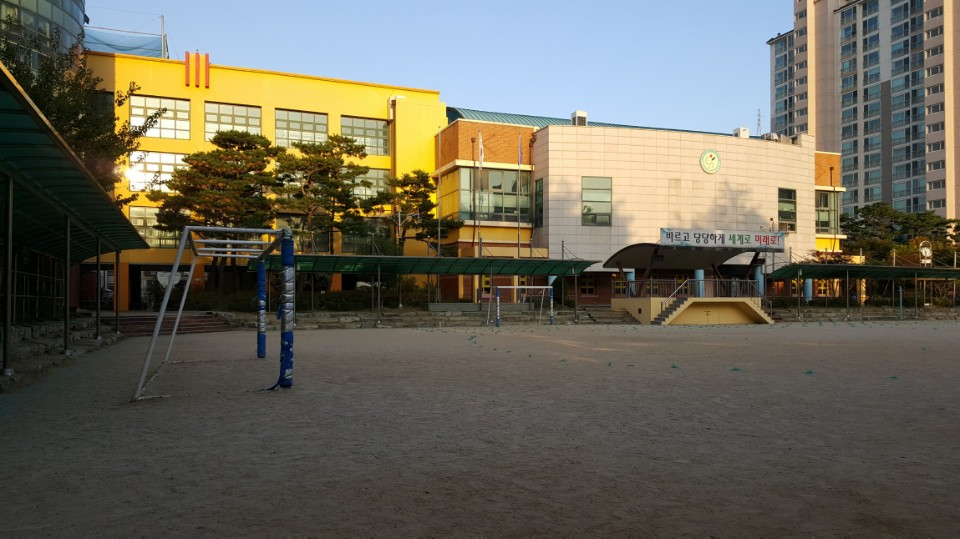
운동장에서 바라본 당정초등학교 전경
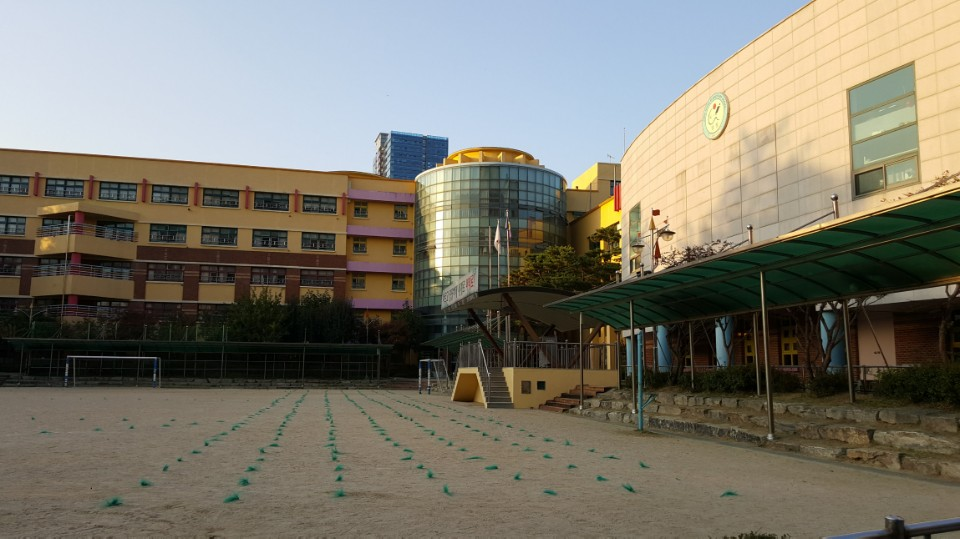
운동장에서 바라본 당정초등학교 전경
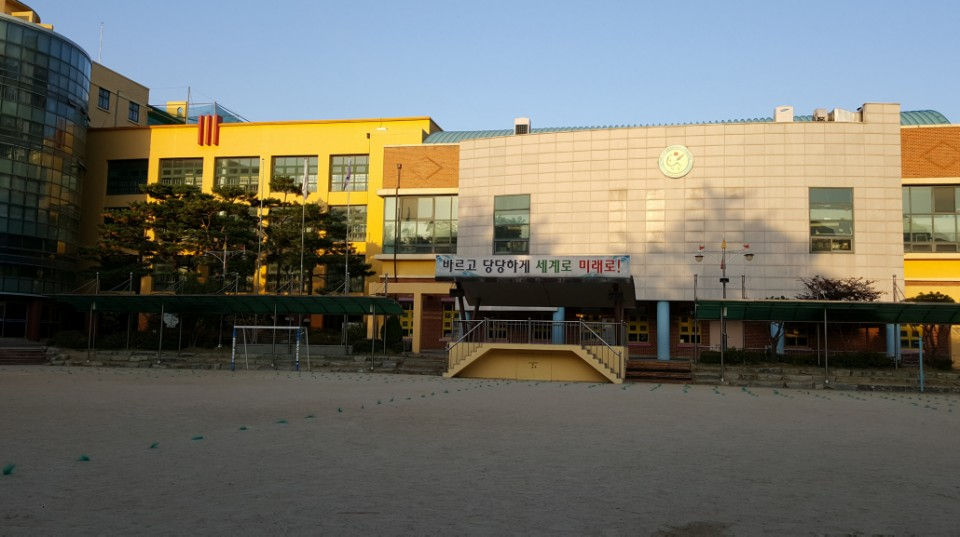
운동장에서 바라본 당정초등학교 전경

## 참고 자료
- 당정초등학교 - 한국교육학술정보원 학교알리미